# Farasz
Farasz (núbiai nevén Para, görögül Παχώρας, Pakhórasz, latinul Pachoras) arab város Egyiptom és Szudán határa közelében – attól alig egy kilométerre –, Szudán területén. A Nasszer-tó feltöltése miatt lakosságát kilakoltatták.
Farasz névre az arabok nevezték át, amikor a núbiai Nobadia keresztény királyság fővárosát, Pakhóraszt elfoglalták 1323-ban. Ekkorra a város neve a latin Pachoras néven át Bacharas, Bachbaras és Pharas formára módosult. Az arab korban a település nem volt különösebben fontos a térség életében, bár egyiptomi arabok fennhatóságának korában egy időre Farasz lett az egyik közigazgatási központ, később a folyó mentén lentebb található Abu Szimbel vette át a szerepét. 
Faraszban 1963-ban egy lengyel expedíció végezte a leletmentést, mielőtt a Nasszer-tó eltakarta a területet. Két temetőt – az egyik az A csoporthoz, a másik a C csoporthoz tartozott – tártak fel, III. Thotmesz-korabeli építőanyagot találtak, amit az egyiptomi újbirodalomban Ibsekben halmoztak fel. Emellett megkutatták a település melletti dombhátat, a Komot (arabul domb). A domb tetején egy Mahdi-korabeli arab citadella romjai álltak, amelyet korábban senki sem bolygatott. A citadella alapjai alatt már 0,40 méterre találtak rá a pakhóraszi püspökség öt püspökének sírjára, valamint a pakhóraszi katedrálisra.